# Сервий Корнелий Сципион Салвидиен Орфит (консул 178 г.)
Вижте пояснителната страница за други личности с името Сервий Корнелий Сципион Салвидиен Орфит.
Сервий Корнелий Сципион Салвидиен Орфит (на латински: Servius Cornelius Scipio Salvidienus Orfitus) e политик и сенатор на Римската империя през 2 век.

## Биография
Той е син на Сервий Корнелий Сципион Салвидиен Орфит (консул 149 г.) и внук на Сервий Корнелий Сципион Салвидиен Орфит (консул 110 г.).
През 178 г. Орфит е консул заедно с Децим Велий Руф Юлиан.